# Victorie tactică
O victorie tactică se poate referi la o victorie care duce la realizarea unui obiectiv tactic, ca parte a unei operațiuni militare sau o victorie la care pierderile învinsului sunt mari decât cele ale învingătorului.

## Concept
Planificarea obiectivelor la scară largă poate fi numită strategie și sunt efectuate la „nivelul strategic al războiului". 
Operațiunile la un nivel inferior, care îndeplinesc planificarea strategică sunt efectuate la „nivelul operațional al războiului".
Cel mai mic nivel de planificare care îndeplinește obiectivele și strategia operațională se numește „nivelul tactic al războiului".

## Victorie tactică pe baza planificării
O misiune tactică este una care aparține zonei operaționale, cu scopul de a finaliza obiectivele misiunii atribuite sau a sarcinii date de „controlul tactic" , astfel că o victorie tactică ar fi finalizarea cu succes a unei astfel de misiuni. Misiunile tactice contribuie la succesul sau eșecul întregii operațiuni. Tacticile militare includ manipularea resurselor , cum ar fi militarii, vehiculele, armele și munițiile. 
Tactica la nivel inferior ar putea fi de exemplu manevrarea unui militar într-o încăierare cu un militar inamic. Definiția victoriei tactice la scară largă de manevră tactică poate deveni neclară în cazul trupelor în formațiuni de mari dimensiuni, la nivel de divizie sau în cazul obiectivelor operaționale ale unităților de dimensiuniile unei companii, ca de exemplu exercitarea controlului asupra unor poziții importante, deoarece acestea pot contribui în diverse moduri la succesul sau eșecul operațiunilor și strategiilor militare.
În cazul unui conflict militar națiunile pot avea diferite obiective strategice, iar unitățile individuale de luptă aparținând acestora pot primi diferite obiective. Supraviețuirea, la nivel individual sau de unitate, poate deveni un obiectiv important în luptă iar aceste obiective permit ambelor părți să mențină moralul prin declarații și cuvântări, pentru a justifica pierderile în luptă.Multe bătălii care implică mai multe unități includ elemente de succes tactic la ambele forțe oponente. Aceste victorii tactice individuale nu garantează succesul în întreaga luptă sau în atingerea obiectivelor mari ale conflictului militar.

## Victorie tactică pe baza pierderilor
Aici termenul este aplicat la o simplă evidență a numărului de pierderi de fiecare parte. Acest lucru se poate complica de „greutatea" asociată unor  pierderi materiale. Un exemplu de o victorie tactică navală în funcție de pierderile suferite ar fi Bătălia din Marea Coralilor. Bătălia a fost considerată o victorie strategică pentru Aliați, deoarece a oprit o invazie japoneză, dar japonezii au pierdut nave mai puțin valoroase. Aliații au pierdut un portavion, un distrugător și un petrolier în timp ce japonezii au pierdut un portavion ușor și un distrugător, deci victoria lor a fost considerată o victorie tactică pentru cei din urmă. 